# أنتيرو هالونين
أنتيرو هالونين (بالفنلندية: Antero Halonen)‏ (15 ديسمبر 1938 – 26 أكتوبر 2016) هو ملاكم فنلندي راحل، مثّل بلاده في الألعاب الأولمبية الصيفية 1964.

## روابط خارجية
أنتيرو هالونين على موقع أوليمبيديا (الإنجليزية)